# Mahomet
Mahomet (arab. محمدⓘ, [muˈħæmːæd], pełne arabskie imię: Muhammad ibn Abd Allah ibn Abd al-Muttalib; محمد إبن عبد الله إبن عبد المطاليب), ur.  w Mekce, zm. 8 czerwca 632 w Medynie – prorok islamu, założyciel pierwszej wspólnoty muzułmańskiej, która przeobraziła się w teokratyczne państwo religijne.

## Problem źródeł
Z punktu widzenia historyków Koran, jako źródło na temat osoby Mahometa, ma ograniczoną wartość – jego zadaniem było przekazanie treści objawienia, a nie opowieść o osobie Proroka. Z tego powodu, na podstawie samego Koranu w żadnym razie nie da się odtworzyć jego pełnej biografii. Sama data powstania Koranu jest również niepewna, a w związku z tym można wysuwać zasadne wątpliwości co do tego, w jakiej części rzeczywiście pochodzi on od Proroka. Najwcześniejsze próby opowiadania o wydarzeniach z życia Mahometa nie były biografiami we współczesnym sensie tego słowa. Zalicza się do nich takie gatunki jak: „maghazi”, dzieła traktujące o kampaniach Proroka, które najwcześniej uległy połączeniu z „sira”, pracami próbującymi zachować opowieści o nim; „tafsir”, komentarze do Koranu, które próbowały przechować jego tradycyjną interpretację oraz „hadis”, mające zachować powiedzenia Mahometa lub dotyczące jego osoby. „Wczesne dzieła wszystkich tych kategorii zawierają coś, co może być klasyfikowane jako mutawatir (sukcesywnie przekazywane) lub maszhur (dobrze znane lub szeroko znane) materiały, które były przekazywane w drodze tradycji ustnej przez pokolenia zanim zostały spisane. Żaden z tych rodzajów pism w ich wczesnych formach, włączając w to dzieła zaliczane do maghazi i sira, nie miał na celu dokumentowania życia Mahometa”.
Najczęściej używane oprócz Koranu źródła do biografii Mahometa pochodzą z III lub IV wieku ery muzułmańskiej. Najbardziej z nich szanowanym jest Maghazi lub Sira Ibn Ishaka (zm. 768), która nie przechowała się w oryginalnej formie, lecz w dwóch redakcjach, jednej, szeroko znanej, Ibn Hiszama (zm. 833), i drugiej, pochodzącej od Junusa ibn Bukajra (zm. 814/815), która jest pięciokrotnie krótsza. Dysponujemy także obszernymi cytatami z Ibn Ishaka w innych dziełach, włącznie z tymi fragmentami, które zostały pominięte przez Ibn Hiszama lub Junusa ibn Bukajra. Pod tym względem najbardziej wartościowa jest Tarich ar-Rusul wa al-Muluk At-Tabariego (zm. 922/923), która zawiera także inne materiały na temat życia Mahometa, w szczególności zaś odwołania do bardzo wczesnego źródła w postaci relacji pochodzących od Urwy ibn az-Zubajra (zm. 712/713). Inne często używane źródła to Maghazi Al-Wakidiego (zm. 822/823), który jednak często był krytykowany przez muzułmańskich autorów twierdzących iż jest niewiarygodny, oraz Kitab at-Tabakat al-Kabir Ibn Sada (844/845), będącego sekretarzem Al-Wakidiego i cieszącego się znacznie lepszą od niego opinią. Innymi ważnymi źródłami są klasyczne zbiory hadisów – Sahih Al-Buchariego (zm. 870), Sahih Muslima (zm. 875) i Musnad Ibn Hanbala (zm. 855).
Podsumowując, najwcześniejsze źródła do biografii Mahometa pochodzą z okresu co najmniej stulecia po jego śmierci (z wyjątkiem być może części Koranu), a większość jeszcze znacznie późniejszego. Ponadto wszystkie te źródła jako całość są „raczej wehikułem historii zbawienia, niż historii naukowej”. Z uwagi na powyższe, wielu badaczy islamu sceptycznie podchodzi do możliwości rekonstrukcji autentycznej biografii Mahometa na podstawie tradycyjnych źródeł muzułmańskich. Prawdopodobnie najgłośniejszym wyrazem tego sceptycyzmu w ostatnich latach była książka Patricii Crone i Michaela Cooka Hagarism. The Making of the Islamic World z roku 1978, w której spróbowali oni odtworzyć biografię Mahometa na podstawie wyłącznie współczesnych mu źródeł zewnętrznych – greckich, ormiańskich, syryjskich i innych. Zgodnie z ich interpretacją tychże źródeł, Mahomet głosił ideę odkupienia dla Żydów, a być może nawet przedstawiał się jako oczekiwany przez nich odkupiciel. Został przez nich zaakceptowany wraz ze swoimi arabskimi zwolennikami i jako odkupiciel wkroczył do Jerozolimy, co jednocześnie oznacza, że zmarł dopiero w 634 r., a nie jak to przyjmują tradycyjne źródła arabskie w 632 r. Dopiero w Jerozolimie Mahomet miał zerwać z Żydami i zbliżyć się najpierw do chrześcijan, a potem do Samarytan.
Ostatecznie jednak dzieło Crone i Cooke’a miało rezultat niemal wyłącznie negatywny, podważyło bowiem tradycyjny obraz Mahometa odnajdywany w arabskich źródłach, nie zdołało jednak w sposób przekonujący zbudować obrazu alternatywnego. Krytycy w szczególności zwracali uwagę, że źródła zewnętrzne mogą być równie niewiarygodne jak źródła wywodzące się z tradycji muzułmańskiej. W tej sytuacji szczególnego znaczenia nabrał rozwijający się jednocześnie kierunek badawczy, który miał wymiar niemal wyłącznie już sceptyczny. Jego najwybitniejszym przedstawicielem był John Wansbrough, który w szczególności datował powstanie Koranu na okres znacznie późniejszy niż dotychczasowi badacze. Za pracami wszystkich trzech wyżej wymienionych uczonych stało przekonanie, że: „tradycja może, w rzeczywistości, nie zawierać jakiegokolwiek «jądra» prawdziwego materiału; a nawet jeśli go zawiera, to niemożliwe jest oddzielenie go od wielu warstw zniekształceń i fabrykacji zbudowanych poprzez stulecia manipulacji. Jakiekolwiek «prawdziwe» wspomnienia na temat początków islamu mogły być utrzymywane w pierwszych pokoleniach i następnie przechowane przez muzułmańską społeczność w formie pisanej, argumentują sceptycy, były one poddane tak wielu falom kompresji, rozproszenia, rekombinacji i reinterpretacji, że aktualnie mamy tylko to, co Crone określiła terminem «rumowiska wymazanej przeszłości»”.
W związku z powyższym ostatnia generacja badaczy często przyjmuje postawę całkowicie sceptyczną, kwestionując możliwość odtworzenia rzeczywistej, historycznej biografii Mahometa. W książce Uri Rubina „próba oddzielenia «historycznego» od «fikcyjnego» we wczesnych tekstach islamskich została całkowicie porzucona”. Z kolei dla Marco Schöllera każda historyczna informacja, jaka może być znaleziona w tradycyjnym żywocie Mahometa będzie „półproduktem, w pewien sposób, stanowiącym część złożonego procesu, którego rezultatem jest powstanie prorockiej biografii”. Jak zauważa Wim Raven „dla niemuzułmanów idea że niewiele wiemy o Mahomecie może być nieco niepokojąca, ale nic ponadto. Dla muzułmanów problem ma inny wymiar. Tradycyjnie 'sira' [czyli żywot Mahometa] miała mniejszy prestiż niż 'hadis', jednak podważanie historyczności 'siry' może być odbierane jako atak na religię samą w sobie. Czymś najważniejszym byłoby wzięcie pod uwagę co współcześni muzułmanie przedstawili w tej kwestii, ale niestety ciągle brak przeglądu lub studiów współczesnych muzułmańskich postaw w stosunku do krytyki 'siry'”.
Niniejszy artykuł nie zajmuje stanowiska w sporze o autentyczność tradycyjnej biografii Mahometa i przedstawia ją tak, jak wyłania się ona z wczesnych źródeł muzułmańskich, czasami tylko korygując ją w oparciu o badania współczesnych badaczy islamu.

## Życiorys

### Imię, pochodzenie i data narodzin

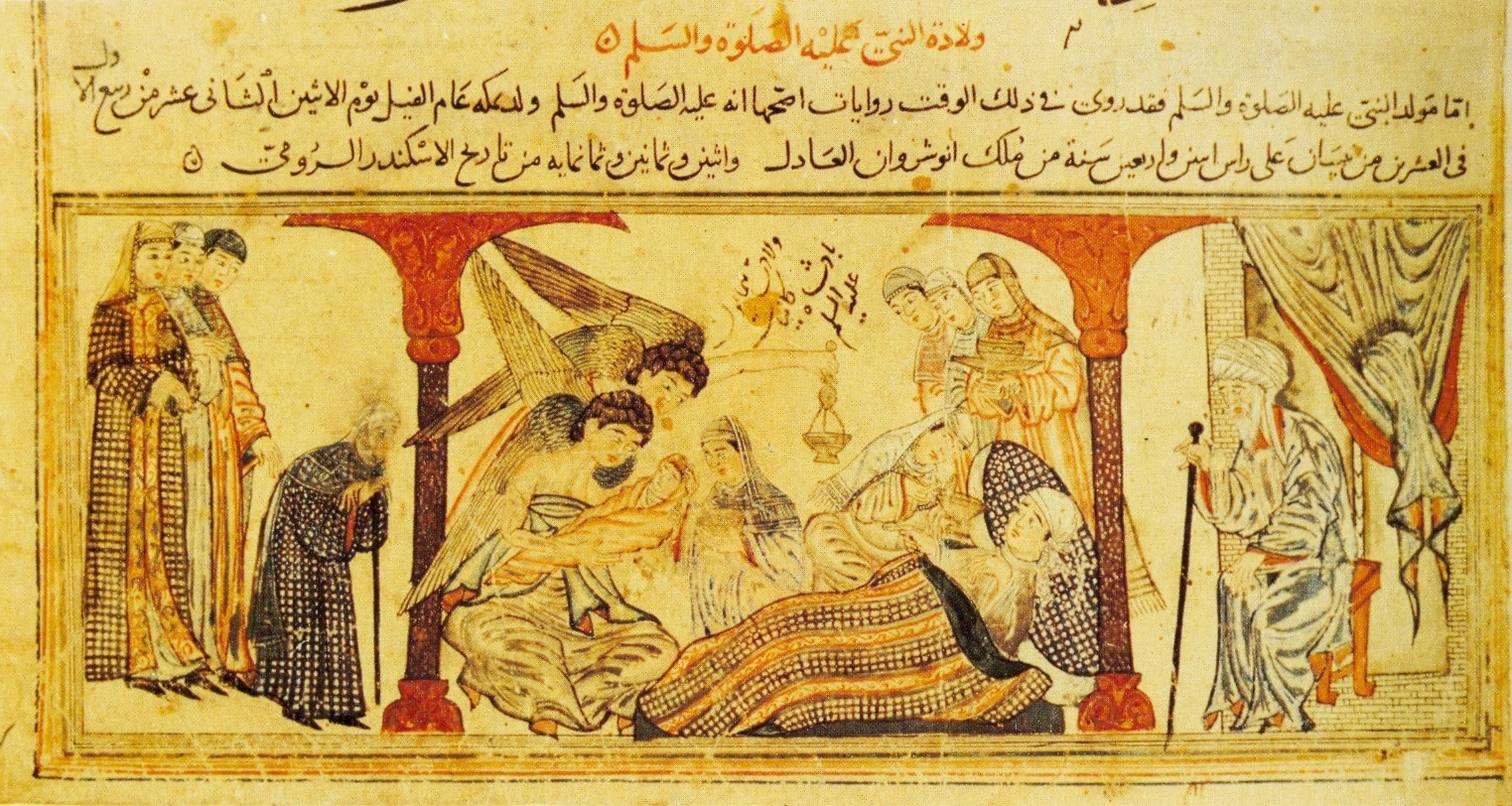
„Narodziny proroka Mahometa” – ilustracja do „Dżami at-Tawarich” Raszidoddina. Tebriz, rok 1315. Zbiory Biblioteki Uniwersyteckiej w Edynburgu

Mahomet to polska forma arabskiego imienia Muhammad, która pochodzi od zniekształconej formy zachodnioeuropejskiej, prawdopodobnie francuskiej. Imię Muhammad znaczy dosłownie „wychwalany, sławiony” (w domyśle: przez Boga). Czasami Mahometa nazywano także Ahmad „co jest przymiotnikiem w stopniu wyższym i znaczy tyle co: «jeszcze bardziej chwalony». Są to wyraźnie imiona teoforyczne, odwołujące się do Boga”. Według późniejszych autorów muzułmańskich imię Muhammad występowało wśród Arabów jeszcze przed Mahometem. Z drugiej strony jednak Ibn Sad, IX-wieczny autor biografii Mahometa, zawarł w swoim dziele krótką sekcję o tytule „Opowieść o tych, którzy nazywali się Muhammad w dniach dżahilijji w nadziei bycia wezwanym do proroctwa, które było przewidywane”, co sugeruje tendencyjną naturę tych opowieści. Źródła często stwierdzają także że w swej młodości Mahomet był nazywany Amin, „godny zaufania”, co było pospolitym arabskim imieniem, męską formą imienia jego matki, Amina. Wszystko to sprawia iż imię Mahometa należy uznać za „epitet, który prawdopodobnie był wtórny w stosunku do jego prorockich roszczeń”.
Mahomet był synem Abd Allaha ibn Abd al-Muttaliba i Aminy bint Wahb. Jego ojciec należał do rodu Haszymitów, jednej ze znaczniejszych rodzin Mekki, jednak nie mogącego się równać z najpotężniejszymi rodami miasta, takimi jak Umajja i Machzum. Wszystkie te rody należały do zamieszkującego Mekkę plemienia Kurajszytów. Mekka odgrywała wówczas ważną rolę jako centrum handlowe położone na szlaku „kadzidlanym”, prowadzącym z Jemenu do Palestyny, oraz miejsce pielgrzymek do świętego sanktuarium Al-Kaby, gdzie szczególną czcią otaczano czarny kamień, pierwotnie meteoryt. Matka Mahometa należała do także kurajszyckiego rodu Banu Zuhra, poza tym jednak w nie całkiem jasny sposób była powiązana z Medyną, co miało w przyszłości odegrać swoją rolę w życiu przyszłego Proroka.
Jeżeli chodzi o „narodziny, dzieciństwo i wczesne życie dorosłe Mahometa, nie wiemy niemal nic, co mogłoby być słusznie nazwane wiedzą”. Jest to spowodowane w dużej mierze obojętnością pierwszych pokoleń muzułmanów w stosunku do życia Mahometa przed dostąpieniem przez niego pierwszego objawienia. Zgodnie z muzułmańską tradycją z VIII i IX wieku Mahomet miał się narodzić w tzw. „roku słonia”, nazywanego tak od zwierzęcia, wchodzącego w skład armii władcy Jemenu Abrahy, która miała dokonać najazdu na Mekkę. Ten najazd zazwyczaj datowano na rok 570, jednak według współczesnych badań opierających się na wiarygodnych źródłach literackich i epigraficznych w rzeczywistości miał on miejsce gdzieś w latach 50. VI wieku. Jeżeli mielibyśmy zachować powiązanie narodzin Mahometa z najazdem, musiałby się on zatem narodzić dużo wcześniej niż tradycyjnie przyjmowano. Wydaje się jednak iż „najlepiej pozostawić kwestię roku narodzin Mahometa otwartą”.

### Okres mekkański (610–622)

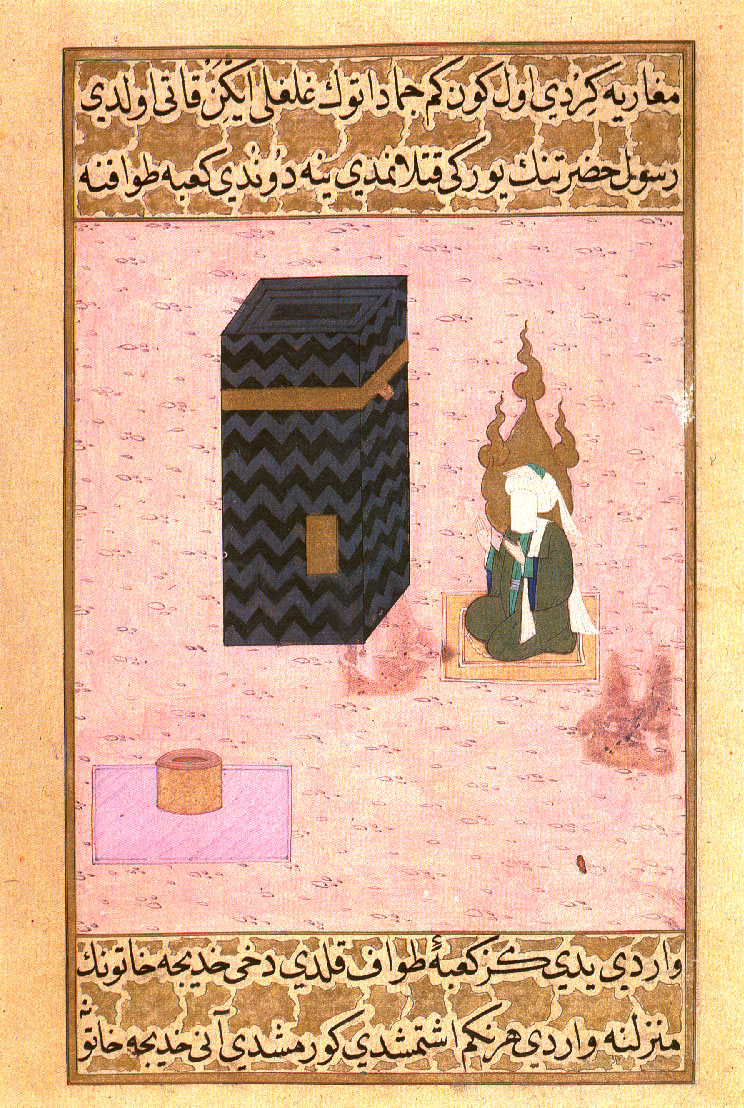
Mahomet podczas modlitwy przy Al-Ka'bie – miniatura z Siyer-i Nebi. Zbiory Biblioteki Pałacu Topkapı

Ojciec Mahometa zmarł przed jego narodzinami, zaś jego matka kiedy miał ok. 6 lat. Jego wychowaniem zajął się wtedy dziadek, Abd al-Muttalib, zaś po jego śmierci dwa lata później wuj Abu Talib. Abu Talib był bogatym kupcem i Mahomet miał brać udział w wysyłanych przez niego do Syrii karawanach. Dla późniejszej muzułmańskiej tradycji te podróże do Syrii były przede wszystkim okazją do przedstawienia wydarzeń mających potwierdzać proroczy status Mahometa, z których najsłynniejszym miało być jego spotkanie z chrześcijańskim mnichem Bahirą. Zarówno w Syrii, jak i w samej Arabii byli wówczas obecni liczni chrześcijanie i wyznawcy judaizmu, których przynajmniej podstawowe idee były znane Mahometowi. W wieku 25 lat poślubił on Chadidżę, 40-letnią wdowę i matkę kilkorga dzieci, dla której początkowo pracował prowadząc karawany do Syrii. Mimo różnicy wieku miało to być szczęśliwe małżeństwo. Mahomet miał z Chadidżą kilkoro dzieci, „lecz synowie zmarli w niemowlęctwie, a z czterech córek tylko najmłodsza, Fatima, przeszła do historii”.
Na podstawie Koranu i tradycji można wywnioskować, iż Mahomet nie był odosobniony w swoim poszukiwaniu monoteistycznej religii. Wśród różnych osób, mających poszukiwać alternatywy dla arabskiego politeizmu, należy wspomnieć przede wszystkim często wymienianego w źródłach Waraka Ibn Naufala, kuzyna Chadidży, oraz tradycję hanifów, których nazwą Koran określi później wyznawców poprzedzającego islam monoteizmu, wywodzącego się od Abrahama (arab. Ibrahim). Mahomet miał lubić odosobnienie i często przebywał w grocie na górze Hira w pobliżu Mekki. Tam pewnej nocy miał przeżyć swoje pierwsze objawienie, które zapoczątkowało jego prorocką misję. To wydarzenie, do którego miało dojść ok. 610 r., nazwane zostało w Koranie „Nocą Przeznaczenia” (arab. Lajlat al-Kadr). Objawienia, które miały być przekazywane przez archanioła Gabriela (arab. Dżibril), zaczęły się powtarzać i trwały do końca jego życia. Początkowo Mahomet nie był pewny czy pochodzą one od Boga, lecz zgodnie z muzułmańską tradycją Chadidża natychmiast uwierzyła w autentyczność jego prorockiej misji i podtrzymywała go na duchu. W końcu Mahomet zdecydował się na publiczne wystąpienie jako prorok („nabi”) i wysłannik („rasul”) Boga. Głoszona przez niego religia miała być kontynuacją oczyszczonej z późniejszych błędów religii Abrahama, przodka wszystkich monoteistów. Mahomet w początkowym okresie swojej działalności głosił przede wszystkim właśnie ścisły monoteizm („Tauhid”), wiarę w Sąd Ostateczny, w wyniku którego każdy odpowie za swoje czyny, oraz nakreślił podstawowe obowiązki muzułmanina: modlitwę („Salat”) i pomoc sierotom i ubogim („Zakat”), do których z czasem doszły następne. Podkreślał także równość każdego muzułmanina wobec Boga.
Pierwszymi wyznawcami nowej wiary byli domownicy Mahometa: Chadidża, wychowywany przez niego kuzyn Ali ibn Abi Talib i adoptowany wyzwoleniec Zajd Ibn Harisa, a następnie m.in. Kurajszyci Abu Bakr, Usman ibn Affan z rodu Umajjadów, a także młodzi mekkańscy arystokraci: Talha ibn Abd Allah, Abd ar-Rahman ibn Auf, Zubajr ibn al-Awwam i Sad ibn Abi Wakkas. Początkowo przesłanie Mahometa nie wzbudzało większego sprzeciwu. Zmieniło się to jednak wraz z jego gwałtownymi atakami przeciwko czczeniu bożków w sanktuarium Al-Kaby, co zdawało się zagrażać dochodom płynącym z pielgrzymek do niego, oraz wraz ze stałym zwiększaniem się liczby jego wiernych, zwłaszcza wśród warstw uboższych. Demokratyczne zasady islamu wydawały się zagrożeniem dla arystokracji Mekki, która zwróciła się przeciwko niemu. W wyniku prześladowań część pierwszych muzułmanów przeniosła się do Etiopii, sam Mahomet nie był jednak bezpośrednio zagrożony, ponieważ chroniły go wpływy jego wuja Abu Taliba, ówczesnej głowy rodu Haszymitów. Inny jego wuj, Hamza, bronił bratanka tak gorąco, że ostatecznie nawrócił się na islam. Próbując zmusić Haszymitów do zrezygnowania z opieki nad Mahometem, pozostali Kurajszyci przestali z nimi handlować i zawierać małżeństwa. Ten bojkot osłabił Haszymitów i sprzyjał szczególnie interesom dwóch konkurencyjnych wobec nich rodów – Abd Szams i Machzum. Bojkot w sumie trwał około dwóch lat i z pewnością był to trudny okres dla młodej gminy muzułmańskiej, jednak to właśnie wtedy na nową wiarę nawrócił się Umar ibn al-Chattab, co miało się okazać kluczowe dla przyszłości islamu. Sytuacja Mahometa pogorszyła się, kiedy w roku 619, w odstępie zaledwie kilku dni, zmarli wspierający go Chadidża i Abu Talib. Głową rodu Haszymitów został teraz wrogi bratankowi Abu Lahab, który przestał chronić wyznawców islamu. Mahomet poczuł się zmuszony do opuszczenia Mekki, jednak początkowa próba osiedlenia się w położonym na południu At-Ta'ifie zakończyła się niepowodzeniem. Wtedy to delegacja mieszkańców położonego na północ od Mekki Jasribu (później znanego jako „Madinat an-Nabi” – „Miasto Proroka”, stąd polskie Medyna) zaproponowała Mahometowi schronienie, prawdopodobnie spodziewając się, że odegra on rolę arbitra w sporze pomiędzy plemionami Al-Aus i Al-Chazradż, który zdawał się zagrażać samemu istnieniu jednej społeczności miasta. Prawdopodobnie odegrały tu rolę powiązania z Jasribem rodziny matki Mahometa. W roku 622 muzułmańscy emigranci („Al-Muhadżirun”) małymi grupami zaczęli udawać się do Jasribu, zaś jako ostatni, 24 września, Mekkę opuścił Mahomet wraz z Abu Bakrem. Data tej emigracji, czyli hidżry, stała się potem początkiem ery muzułmańskiej.

### Okres medyński (622–632)
Po przybyciu do Medyny muzułmanie wznieśli pierwszy w historii islamu meczet. Medyńska wspólnota („umma”) muzułmanów opierała się na współpracy pochodzących z Mekki „emigrantów” (muhadżirów) i miejscowych „pomocników” (ansarów). Stosunki pomiędzy nimi regulowała tzw. „Karta” (arab. safiha), przez współczesnych orientalistów nazywana „konstytucją medyńską”. Mahomet był z jednej strony wodzem muzułmańskiej wspólnoty, z drugiej zaś arbitrem („hakim”), rozstrzygającym spory pomiędzy medyńczykami. Wraz z nawróceniem na islam wielu najważniejszych medyńskich wodzów plemiennych Mahomet zaczął się przekształcać z arbitra w zwierzchnika wszystkich medyńczyków. Nawrócenie to jednak często miało charakter tylko formalny i wielu z nich w rzeczywistości nie miało ochoty uznawać politycznego zwierzchnictwa Mahometa, stąd Koran nazywa ich obłudnikami („munafikun”). Najpotężniejszym z tych wodzów był Abd Allah ibn Ubajj, należący do Al-Chazradż, który aż do swojej śmierci w roku 631 „nie przepuścił żadnej okazji do skutecznego osłabienia pozycji Mahometa”. Prorokowi nie udało się także nawrócić medyńskich plemion żydowskich, w tym trzech najbardziej wpływowych: An-Nadir, Kurajza i Kajnuka, mimo że będąc przekonanym o bliskości pomiędzy swoją nauką a judaizmem zrobił wiele dla ich pozyskania. W roku 623 Mahomet rozpoczął napady na mekkańskie karawany, początkowo bezowocne. Jednakże w radżabie roku 624 muzułmanie złamali zwyczajowy w tym miesiącu zakaz przelewania krwi i urządzili zasadzkę w Nahli na wschód od Mekki, łupiąc kupiecką karawanę i zdobywając obfite łupy. W tym samym roku pod Badrem doszło do prawdziwej bitwy pomiędzy dowodzonym przez Mahometa oddziałem muzułmanów a silną ochroną mekkańskiej karawany, która została pokonana. Te wydarzenia znacznie wzmocniły pozycję Mahometa, który doprowadził teraz do wygnania żydowskich Kajnuka i skonfiskował ich mienie oraz rozdzielił je pomiędzy siebie i muhadżirów. Dla siebie przeznaczył piątą część („chums”), pozostającą w rezerwie wspólnoty, ale zarządzaną bezpośrednio przez jej przywódcę.
W następnym roku mekkańczycy działający pod przywództwem Abu Sufjana z rodu Umajjadów zapewnili sobie pomoc zaprzyjaźnionych plemion i zaatakowali pierwsi, zadając muzułmanom klęskę w bitwie pod Uhudem, w której sam Mahomet został ranny. Mekkańczycy nie wykorzystali jednak w pełni swego zwycięstwa i nie zajęli Medyny. W trudnej sytuacji nie mogąc uzyskać pomocy finansowej od żydowskiego plemienia An-Nadir Mahomet wypędził je, oskarżając o próbę zamachu na swoje życie, i rozdzielił jego posiadłości pomiędzy muhadżirów, ponownie zatrzymując dla siebie piątą część. Od tej pory muhadżirowie stali się niezależni materialnie od ansarów. W roku 627 mekkańczycy sprzymierzyli się z wygnanymi An-Nadir, którzy osiedlili się wśród innych Żydów w oazie Chajbar, oraz pozyskali wsparcie kilku wielkich plemion koczowniczych, w tym m.in. Ghatafan, po czym wyruszyli z wielką armią na Medynę, pragnąc ostatecznie położyć kres działalności Mahometa. Zgodnie z tradycją ten uratował Medynę przed upadkiem jedynie dzięki wykopaniu za radą Persa Salmana głębokiego rowu („chandak”), którego nie byli w stanie pokonać beduińscy jeźdźcy. Po tej tzw. „Bitwie Rowu” Mahomet oskarżył Kurajza, ostatnie pozostałe w Medynie żydowskie plemię, o sprzyjanie mekkańczykom, i pomimo że po pierwszych walkach złożyło ono broń, pochwalił i wykonał wyrok wyznaczonego przez siebie arbitra, który oznaczał stracenie około 600 do 900 mężczyzn, a sprzedaż kobiet i dzieci w niewolę.

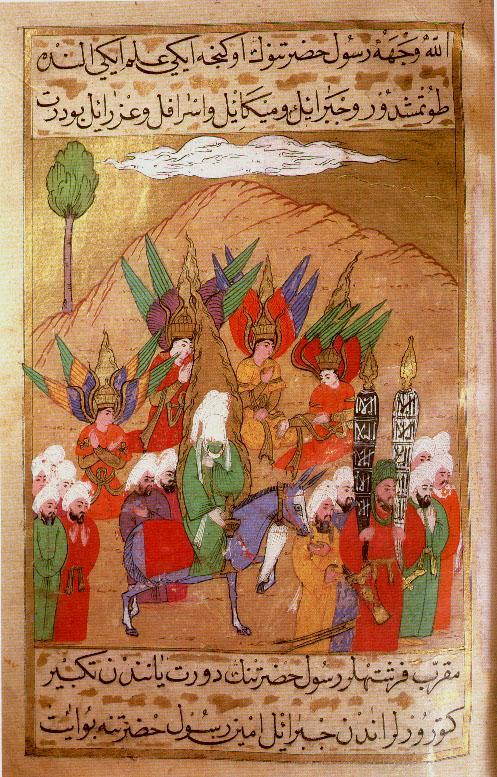
Mahomet powraca do Mekki – miniatura z Siyer-i Nebi. Zbiory Biblioteki Pałacu Topkapı

W kilka miesięcy po Bitwie Rowu Mahomet wysłał Abd ar-Rahmana z oddziałem 700 ludzi do Dumat al-Dżandal, wielkiego ośrodka handlowego na drodze do Syrii, zamieszkanego przez chrześcijańskie plemię Kalb. Miasto poddało się bez walki, a sojusz został przypieczętowany małżeństwem pomiędzy córką miejscowego władcy a Abd ar-Rahmanem. Muzułmanie zawarli następnie przymierza z plemionami zamieszkującymi w sąsiedztwie Medyny, co w sumie miało doprowadzić do izolacji Mekki. W roku 628 Mahomet ogłosił, że zamierza udać się do Mekki by dokonać rytuałów umry, ceremonii związanych z okrążeniem Al-Kaby. Pokojowa pielgrzymka muzułmanów spotkała się z mekkańczykami nieopodal położonej ok. 15 km od miasta Al-Hudajbijji, gdzie pod nieobecność Abu Sufjana zawarto Układ, gwarantujący dziesięcioletni pokój pomiędzy mekkańczykami i muzułmanami oraz prawo dla tych ostatnich do odbycia pielgrzymki w następnym roku. Wykorzystując rozejm z Mekką Mahomet zdobył Chajbar, po którym to wydarzeniu podporządkowały mu się także pozostałe kolonie żydowskie w regionie. W roku 629 muzułmanie odbyli pielgrzymkę do Mekki, udowadniając że nie zamierzają pozbawiać ważności Al-Kaby, według Koranu wzniesionej przez Abrahama (Koran, II, 27) ani likwidować związanych z pielgrzymką rytuałów. Wysłany w celu mediacji z Mahometem Abu Sufjan, którego córka rok wcześniej nawróciła się na islam i poślubiła Proroka, sam przyjął nową wiarę i powrócił do Mekki przedstawiając w imieniu muzułmanów warunki jej kapitulacji. Mahomet zajął swoje rodzinne miasto 11 stycznia 630 roku, prawie bez oporu, po czym dokonał rytualnych okrążeń Al-Kaby, porozbijał poustawiane w niej bożki i starł wizerunki bóstw. Wszyscy Kurajszyci złożyli mu przysięgę posłuszeństwa („baja”). Zabito kilku najbardziej zagorzałych wrogów Mahometa, poza tym jednak nie było aktów przemocy. Prorok nakazał także zniszczenie innych lokalnych świątyń pogańskich, nie zmuszał jednak nikogo do przyjęcia islamu.
Przeciwko Mahometowi powstało teraz przymierze zamieszkującego okolice At-Ta'ifu plemienia Sakif i starych, zagorzałych wrogów Kurajszytów, Hawazin. Po trudnej bitwie połączona armia Medyny i Mekki pokonała Hawazin, a Prorok dokonując podziału łupów obdarzył hojnie najbardziej wpływowych spośród niedawno wrogich mu jeszcze Kurajszytów, czym ostatecznie ich pozyskał. Po tych wydarzeniach Mahomet powrócił do Medyny, która miała pozostać jego siedzibą. Sprzymierzeni teraz z muzułmanami Hawazin wkrótce tak dali się we znaki plemieniu Sakif, że miasto At-Ta'if samo się poddało. Mimo próśb Sakifitów Mahomet nie zgodził się na to by w At-Ta'ifie nadal sprawowano kult bogini Al-Lat i nakazał zniszczenie jej sanktuarium. Dziewiąty rok hidżry (630/631) w tradycji muzułmańskiej nazwano rokiem delegacji („sanat al-wufud”), ponieważ poprzez posłów zwierzchnictwo Mahometa uznały liczne plemiona Arabii. Sam Prorok wyprawił się z silną armią do położonego przy granicy z Bizancjum Tabuku, gdzie zawarł szereg traktatów z lokalnymi władcami chrześcijańskimi i żydowskimi. Wiele plemion Półwyspu Arabskiego wraz z uznaniem zwierzchnictwa Mahometa przyjęło islam, inne tylko zawarły sojusz z Prorokiem, lecz pozostały pogańskie. W sumie, chociaż Mahomet nie zjednoczył całego półwyspu, to „miał jednak zwolenników, agentów, sprzymierzeńców we wszystkich plemionach i rejonach Arabii” i „nic nie mogło się wydarzyć na półwyspie bez brania pod uwagę jego stanowiska”.
W okresie medyńskim Mahomet ostatecznie zerwał z judaizmem i chrześcijaństwem, nadając islamowi odrębną tożsamość: dniem świątecznym stał się piątek zamiast soboty; kierunkiem, w którym modlono się („Kibla”), stała się Mekka zamiast Jerozolimy; trąby i gongi wzywające na modlitwę zastąpiło śpiewne nawoływanie („Azan”), zaś miesiącem postu stał się ramadan. Mahomet usankcjonował pogański zwyczaj pielgrzymowania do Mekki i związane z tym rytuały, jednak nadał im charakter muzułmański. Teren wokół Al-Kaby stał się uświęcony, zakazany („Haram”) – odtąd obowiązywał zakaz zbliżania się do świętego miejsca dla niemuzułmanów. W marcu 632 roku Mahomet ogłosił, że sam poprowadzi pielgrzymkę. Podczas tej tzw. pielgrzymki pożegnalnej („Hadżdż al-wada”) „wszyscy wpatrywali się w Proroka, ponieważ jego postawa podczas obrzędów miała stać się prawem”, on zaś odprawiając wszystkie tradycyjne rytuały „przy każdej nadarzającej się okazji usiłował pozbawić te obrzędy jakiegokolwiek związku z pogaństwem”. Trzy miesiące później, po stosunkowo krótkiej chorobie, 8 czerwca 632 roku Mahomet zmarł w Medynie.
Mahomet nie pozostawił męskiego potomka ani dyspozycji co do swego następcy. Po śmierci Chadidży miał poślubić jeszcze trzynaście kobiet, przy czym większość z tych małżeństw miało charakter polityczny – służyły one cementowaniu więzi z jego najbliższymi zwolennikami lub ważnymi sojusznikami. Małżonkami Mahometa były m.in. A'isza, córka Abu Bakra, Hafsa, córka Umara, Umm Habiba, córka Abu Sufjana, Majmuna, siostra żony jednego z wujów, Al-Abbasa. Z potomstwa zrodzonego z Chadidży przeżyła tylko Fatima, którą Mahomet wydał za Alego. Niewiele wiadomo o dzieciach, które miał z innymi żonami. Miało wśród nich być kilku synów, wszyscy jednak zmarli w niemowlęctwie. Część muzułmanów twierdziła, że właściwym następcą Proroka jest Ali, jako jego przybrany syn i zięć. Później stali się oni znani jako szyici, od początku jednak stanowili mniejszość. Pomimo że Mahomet wielokrotnie podkreślał, że jest tylko śmiertelnym człowiekiem, jego odejście było szokiem dla wyznawców islamu. Sytuację przynajmniej do pewnego stopnia opanował dopiero Abu Bakr, który miał wypowiedzieć wobec zdezorientowanego tłumu słynne słowa: „O ludzie! Jeżeli oddajecie cześć Mahometowi, to Mahomet nie żyje; jeżeli zaś oddajecie cześć Bogu, to Bóg żyje”. Podczas narady, która odbyła się jeszcze przed pogrzebem Mahometa, nad zebranymi zapanowało trzech jego najbliższych Towarzyszy („Sahaba”): Abu Bakr, Umar i Abu Ubajda, którzy doprowadzili do wyboru pierwszego z nich na nowego przywódcę muzułmanów. Władzę następcy („chalifa”) Mahometa uznały jednak tylko Mekka, Medyna i At-Ta'if, większość zaś pozostałych podbitych przez Proroka plemion otwarcie nie uznawało Abu Bakra, twierdząc, że winni byli lojalność jedynie osobiście jego poprzednikowi. Doszło też do otwartego odejścia („Ridda”) od islamu. Przyszłość nowej religii wydawała się wątpliwa.

## Mahomet w oczach muzułmanów

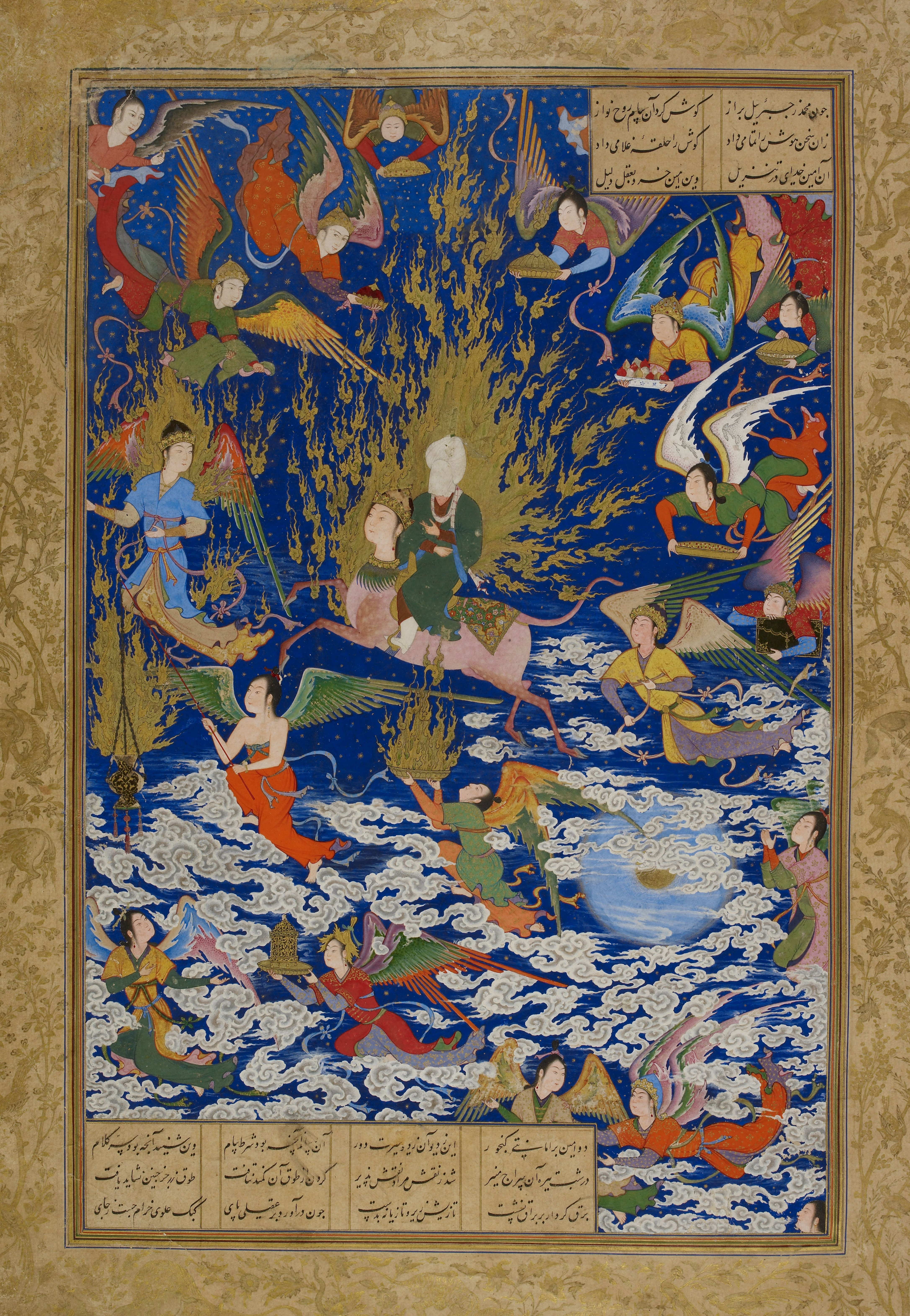
Wniebowstąpienie (Miradż) Mahometa – miniatura Soltana Mohammada (XVI w.). Zbiory British Library

Wiara w posłannictwo Mahometa jest podstawowym dogmatem islamu. Najkrótsze muzułmańskie wyznanie wiary, „szahada”, zaliczana do „pięciu filarów wiary” („Arkan ad-Din”) ma postać: „Nie ma bóstwa oprócz Boga, a Mahomet jest wysłannikiem Boga” („la ilaha ill' Allahu wa-Muhammadun-u rasulu Llahi”). W Koranie mówi się o „wysłannikach” („rasul”) i „prorokach” („nabi”), przy czym różnica pomiędzy nimi nie jest jasno zarysowana. Nie ulega jednak wątpliwości, że wysłannicy mają wyższy status niż prorocy, o czym świadczy choćby fakt, że ilekroć tytuły te pojawiają się razem, tytuł wysłannika wymieniany jest jako pierwszy. Bycie wysłannikiem nie wyklucza bycia prorokiem i sam Mahomet był zarówno jednym, jak i drugim. Podstawową misją tych boskich posłańców, takich jak Adam, Abraham czy Jezus (arab. Isa), jest głoszenie monoteizmu i ostrzeganie ludzi przed dalszym popadaniem w grzech. Misja Mahometa jest potwierdzeniem i wypełnieniem misji jego poprzedników. Dlatego przysługuje mu tytuł „Pieczęci Proroków” („Chatam an-nabijjin”), co oznacza, że potwierdza on wszystkie poprzednie proroctwa i jednocześnie zamyka ich cykl. Objawienia, jakie Mahomet otrzymał, były notowane już za jego życia, później zaś te zanotowane lub zapamiętane „recytacje” („kuran”) zebrano i zredagowano, przy czym „zaczęto nazywać całość Recytacją w absolutnym tego słowa znaczeniu, po arabsku al-kuran”, stąd polskie Koran. Koran jest dla wyznawców islamu słowem Boga i podobnie jak wszystkie poprzednie objawienia ma jedno źródło: Księgę Matkę ukrytą w niebie (Koran, LVI, 77 – 78; LXXXV, 21 – 22). Stąd wzięła swój początek nazwa „ludzie Księgi” („ahl al-kitab”), odnoszona do wyznawców religii monoteistycznych. Między Koranem a wcześniejszymi księgami objawionymi, takimi jak Tora („At-Taurat”) czy Ewangelia („Al-Indżil”), „występują jednak istotne różnice. We wcześniejszych księgach objawionych pojawiają się poważne zniekształcenia objawienia Boskiego. Natomiast Koran jako ostatnie objawienie zawiera w sobie ostateczną jego wersję i poprawę wszystkich błędów”.

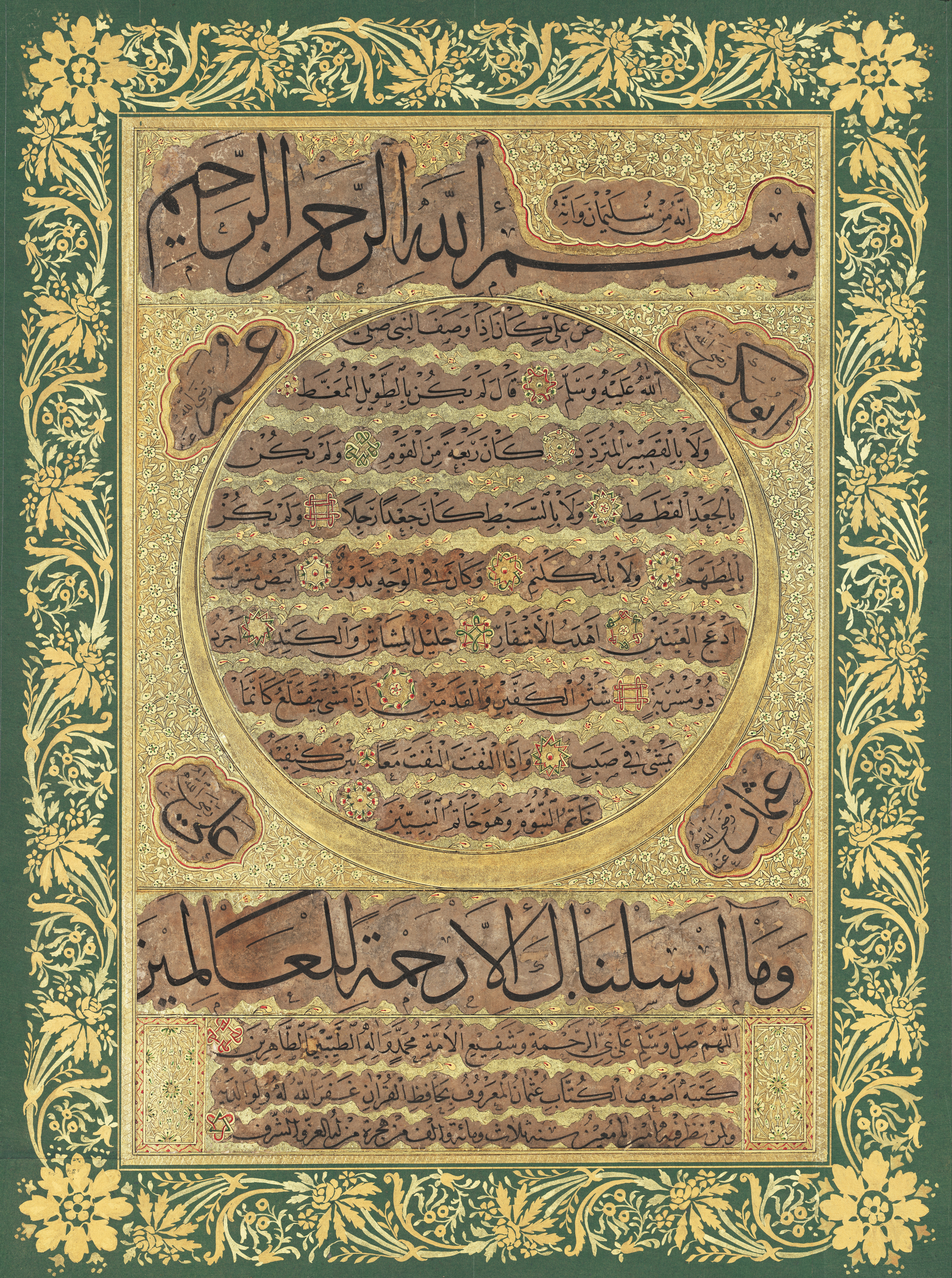
Hilye (opis Mahometa) Hafiza Osmana z 1691/1692. Chester Beatty Library

Koran wielokrotnie podkreśla, że Prorok jest śmiertelnym człowiekiem jak każdy inny (III, 144; XXI, 34f; XXXIV, 50; XXXIX, 30) i nie przypisuje mu żadnych cudów. Mimo to późniejsza tradycja muzułmańska, przede wszystkim ta o charakterze ludowym, przypisała Mahometowi wiele nadnaturalnych cech oraz powiązała go z wieloma cudownymi wydarzeniami. Wśród tych ostatnich najważniejsze znaczenie dla muzułmańskiej pobożności uzyskała niebiańska Podróż („Isra”) do Jerozolimy oraz Wniebowstąpienie („Miradż”), do których miało dojść jeszcze przed hidżrą. Późniejsza tradycja połączyła te dwa wydarzenia w jedno. Podczas isry cudowny koń Proroka, Burak, miał go zabrać na Wzgórze Świątynne w Jerozolimie, gdzie Mahomet przewodniczył modlitwie w której udział wzięli wcześniejsi prorocy. Następnie Prorok miał wznieść się do siódmego Nieba z miejsca, gdzie dzisiaj znajduje się Kopuła na Skale. „Ten mit, rozumiany przez egzegetów muzułmańskich jako wędrówka duszy Muhammada do Jerozolimy niebiańskiej, odbierany jest przez prostych wyznawców jako rzeczywista podróż do ziemskiej Jerozolimy”. To powiązanie Mahometa ze Wzgórzem Świątynnym sprawiło, że dla muzułmanów Jerozolima stała się trzecim najświętszym miastem islamu po Mekce i Medynie.
Inne cuda przypisywane Mahometowi na podstawie wyrażeń koranicznych to „rozerwanie księżyca” (LIV, 1), będące jednym z ulubionych tematów zwłaszcza indyjskich poetów. Dla popularnych nurtów mistycznych ważna była także interpretacja koranicznego epitetu Proroka, „ummi”, jako niepiśmienny. Przekonanie że Mahomet musiał być niepiśmienny by pozostać nieskalanym „naczyniem” dla Boskiego słowa zawartego w Koranie ma zasadnicze znaczenie dla ludowej pobożności. Inne wiązane z Mahometem cuda nie mają podstawy w Koranie, lecz należą do tradycji ludowej. Zgodnie z nią woda, w której mył się Prorok, przepełniona jest jego mocą („Baraka”), dokonywał on wielu cudów związanych z jedzeniem, a drzwi i mury jego domu witały go. Drzewa klękały przed nim, a chmury chroniły go przed słońcem. Najbardziej znaną historią związaną z miłością rzeczy nieożywionych w stosunku do Proroka jest być może ta o „hannana”, „wzdychającym” pniu palmy na którym Mahomet zwykł się opierać podczas modlitwy dopóki nie zbudowano pierwszego minbaru. Stary kawałek drewna miał potem wzdychać z tęsknoty za dotykiem ręki Proroka. Często opowiada się także o relacjach Mahometa ze zwierzętami. I tak kot Abu Hurajry miał zabić jadowitego węża ratując Prorokowi życie i ten później się nim opiekował (to dlatego koty nigdy nie spadają na swój grzbiet). Ulubionym tematem poetów stała się zwłaszcza historia o gazeli, którą Mahomet miał uwolnić z sideł samemu w nie wchodząc.
Ważną rolę w ludowej pobożności odgrywają legendy na temat narodzin Mahometa („Maulid”). Według Yunusa Emre ci, którzy recytują opowieści o narodzinach Proroka będą w Dzień Sądu natychmiast wezwani do Raju („Dżanna”). Wiąże się to z wiarą, iż Prorok będzie się wstawiał („Szafa'a”) za swoimi wiernymi, przywilej który miał mu być przyznany podczas jego wniebowstąpienia gdy dostąpił on Bożej Obecności. Dlatego często mówi się, że Mahomet pojawi się w Dzień Sądu z zieloną flagą i zawoła „ummati ummati!” („Moja wspólnota!”), podczas gdy inni ludzie będą tylko prosić o pomoc dla nich samych. Jednym ze sposobów na uzyskanie jego wstawiennictwa jest recytowanie „salawat szarifa” (lub „durud”) dla niego, formuły błogosławienia wspomnianej w Koranie XXXIII, 56. Stąd kiedy się wymawia lub zapisuje imię Mahometa dodaje się „oby Bóg go błogosławił i zachował w pokoju”. W popularnej pobożności salawat urósł do rangi najważniejszej formuły po szahadzie i basmali i często jest ona używana także jako formuła zikru. Wierzy się, że Prorok jest obecny na spotkaniach poświęconych recytacji błogosławieństw dla niego, a przekonanie że on żyje i może odwiedzać tych, którzy są mu oddani doprowadziło do powstania zwyczaju zwracania się do niego w drugiej osobie podczas wspólnej recytacji zikru. Podsumowując „pomimo przypomnień niektórych teologów że nie Prorok, ale Koran jest właściwym sercem islamu, oddanie dla niego było, i po większej części nadal jest, najsilniejszą siłą wiążącą muzułmanów”.